# James A. Noe
James A. Noe, né le 21 décembre 1890 et mort le 18 octobre 1976, est un homme politique américain. Membre du Parti démocrate, il est gouverneur de la Louisiane du 28 janvier au 12 mai 1936.